# Leuker kunnen we het niet maken, wel makkelijker

Logo van de Nederlandse belastingdienst

"Leuker kunnen we het niet maken, wel makkelijker" was een slogan van de Nederlandse Belastingdienst die tussen 1993 en 2019 werd toegepast.
De auteur is reclamemaker Martijn Horvath en de slagzin werd gebruikt in Postbus 51 reclamespots. Er is kritiek op het tweede zinsdeel, want de eenvoud van belastingaangifte wordt niet altijd door burgers zo ervaren. In 2008 werd in de politiek geroepen om met de slogan te stoppen, en in 2017 werd er bij de rechter zelfs om een verbod gevraagd. In 2019 is de belastingdienst er stilletjes mee gestopt. De leus is fameus geworden en kent varianten als "Leuker kunnen we ’t niet maken, wel eerlijker." en "Leuker kunnen economen het niet maken, wel beter." Het gelegenheidsduo Jan Beuving en Patrick Nederkoorn maakten in 2018 een cabaretvoorstelling over de belastingdienst met de titel "Leuker kunnen we het niet maken." De groepering Loesje schertste in 2012 met de poster: "studeren / leuker kunnen we het niet maken, wel duurder".